# Sidareja (distriktshuvudort i Indonesien)
Sidareja är en distriktshuvudort i Indonesien.   Den ligger i provinsen Jawa Tengah, i den västra delen av landet, 260 km sydost om huvudstaden Jakarta. Sidareja ligger 8 meter över havet och antalet invånare är 30 313.
Terrängen runt Sidareja är platt åt sydväst, men åt nordost är den kuperad. Runt Sidareja är det tätbefolkat, med 947 invånare per kvadratkilometer. Det finns inga andra samhällen i närheten. Trakten runt Sidareja består till största delen av jordbruksmark.